# Metro v Kazani
Metro v Kazani (rusky Каза́нский метрополите́н, tatarsky Казан метросы) je podzemní dráha, nacházející se pod hlavním městem Tatarstánu Kazaní v Rusku.

## Historický vývoj

### První návrhy
První návrhy na vybudování metra v Kazani se objevily již v 30. letech 20. století. Místo podzemní dráhy se ale nakonec, vzhledem k válce, měla vybudovat pouze nová trať městské železnice. Tato trať měla spojit hlavní kazaňské nádraží, přístav a velké nové náměstí, které by vzniklo na místě u současného kremlu. Zastávky bylo navrženo umístit u křižovatek s významnými městskými třídami.

### Příprava realizace vdobách SSSR
V druhé polovině 20. století byly systémy podzemních drah v tehdejším SSSR budovány hlavně v metropolích tehdejších sovětských republik a to většinou v rychle se rozvíjejících s více než milionem obyvatel. Nutnost vybudování podzemní dráhy začaly různé komise prokazovat již od roku 1976, o tři roky později pak Kazaň překročila milionovou hranici a splnila tak jednu se základních podmínek, která byla pro podzemku nutná.
S prvním oficiálním požadavkem na vybudování metra i v Kazani, ležící v tehdejší RSFSR, přišel nejvyšší sovět roku 1983. Plán, který pro NS zpracoval závod GIPROkommundortrans odpovídal současné koncepci; jako první linka měla být vybudována ta současná vedená severo-jižním směrem.
Mezi lety 1984 a 1989 proběhl geologický průzkum a výstavba byla připravována. Celou akci provedly moskevské podniky MetroGIPROTrans a Gorkijmetroprojekt (ten tedy v pozdějších fázích). Poprvé se v ulicích města tak objevilo stylizované písmeno M, symbol podzemní dráhy.

### Zrušení plánu a rozpad SSSR
Celý koncept byl již připraven ministerstvu železnic roku 1987 pro konečné schválení. Následně byl vypracován přesný projekt vedení první linky v souladu s provedeným geologickým průzkumem. K realizaci nakonec nedošlo; tajné rozhodnutí sovětů ministrů totiž celý koncept zrušilo; nejednalo se však pouze o tatarstánskou metropoli, ale i o jiná města. Mezitím v novinách Večerní Kazaň probíhala soutěž na vybrání nejvhodnějších názvů pro nové stanice. Snaha snížit již tak vysoké náklady v kolabujícím SSSR však neuspěla a do dvou let se země rozpadla.
Následovala ekonomická krize, během které byly mnohem důležitější starosti než městská doprava. Spolu s mírným ekonomickým oživením se však přece jen na metru pracovat začalo; od 27. srpna 1997 se začalo s výstavbou. Paradoxně ji nezastavil ani státní bankrot Ruska roku 1998. Výhledově mělo být metro otevřeno roku 2005 k oslavě tisíce let existence Kazaně. K tomu nakonec i došlo. V porovnání se starými plány se změnila kompletně architektura stanic; názvy jsou jak rusky, tak i tatarsky (podobně jako například v Kyjevském metru). Nasazeny byly vozy metra typu 81–553.3/554.3 (modifikované 81–71), které vyrobil petrohradský závod Metrovagonmaš ve spolupráci s firmou Škoda dopravní technika z Česka.

### Zprovoznění prvního úseku metra
První úsek dlouhý 6,8 km, byl zprovozněn 27. srpna 2005, stavěl se od roku 1997. První 1,6 km dlouhé rozšíření na jih se stanicí Prospekt Pobědy bylo otevřeno 29. prosince 2008. Další rozšíření s jednou stanicí, tentokrát na sever a podcházející řeku Kazaňku bylo otevřeno 30. prosince 2010.
Kromě současné jedné linky se plánují další dvě (Vokzalnaja a Privolžsko-Savinovskaja), otevírány mají být postupně v dalších desetiletích. V plánu je také lehké metro spojující letiště se zbytkem sítě.

## Charakter provozu
Metro má v současnosti v provozu pouze jednu, oranžovou linku (také je označovaná jako Centrální linka), která má v současnosti 10 stanic (Aviastroitělnaja, Severnyj Vokzal, Jašlek, Kozja Sloboda, Kremljovskaja, Ploščaď Gabdullja Tukaja, Sukonnaja Sloboda, Ametěvo, Gorki, Prospekt Pobědy, Dubravnaja). Většina stanic je podzemní, výjimkou je Ametěvo, které se nachází na mostě nad silnicí. Stanice jsou bohatě zdobené, obkládané různými druhy kamene. Tunely jsou jednokolejné, podobně jako v Londýně nebo Moskvě. Všechny nápisy jsou dvojjazyčné, jak rusky, tak i tatarsky.

## Fotogalerie

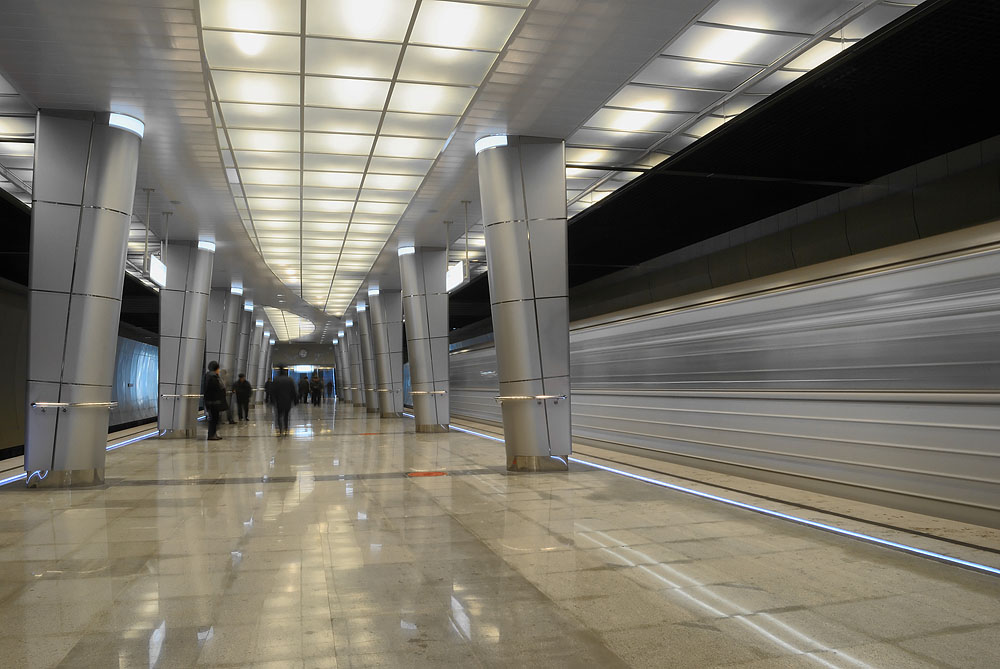
Stanice Kozja Sloboda
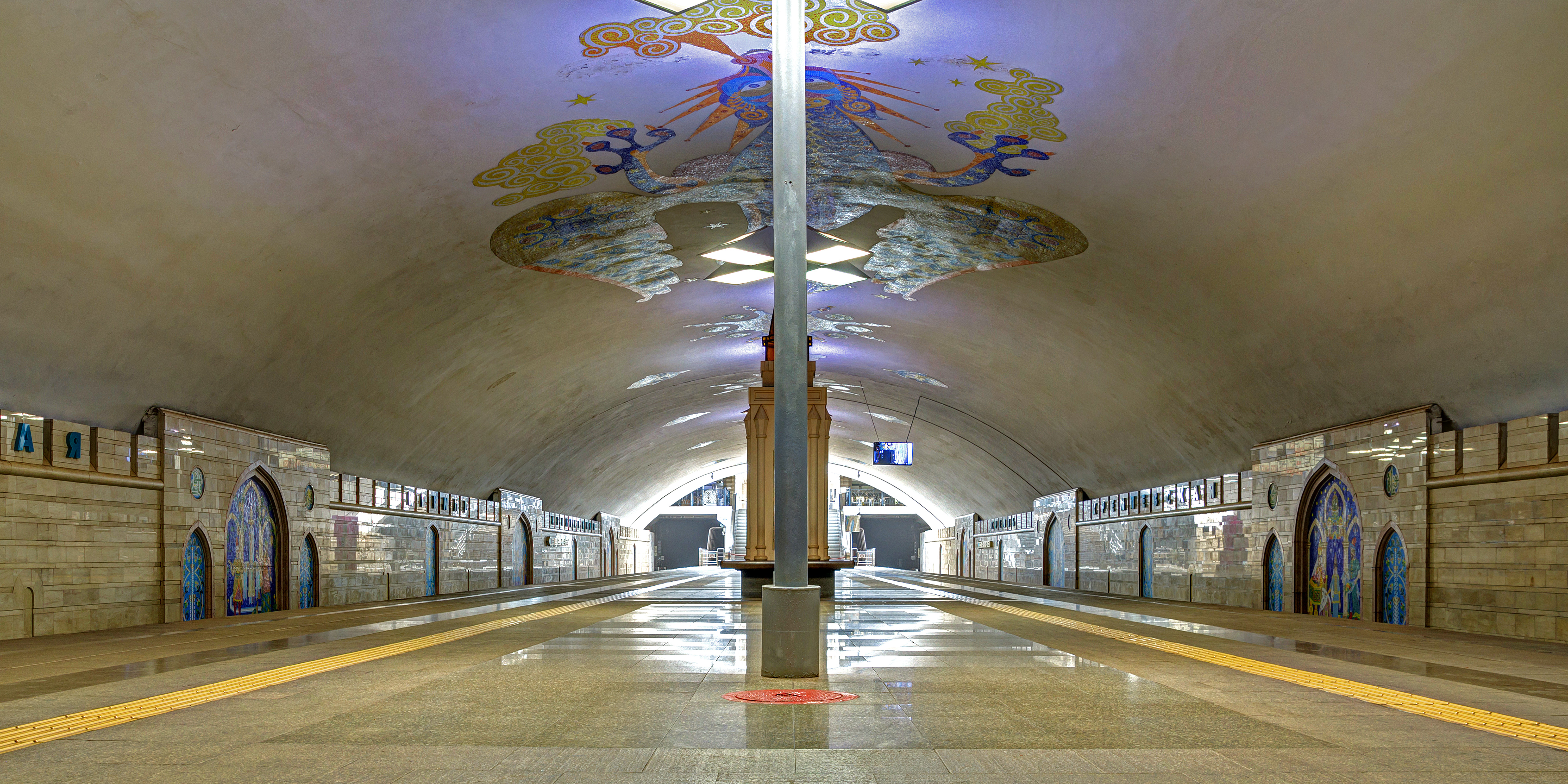
Stanice Kremljovskaja
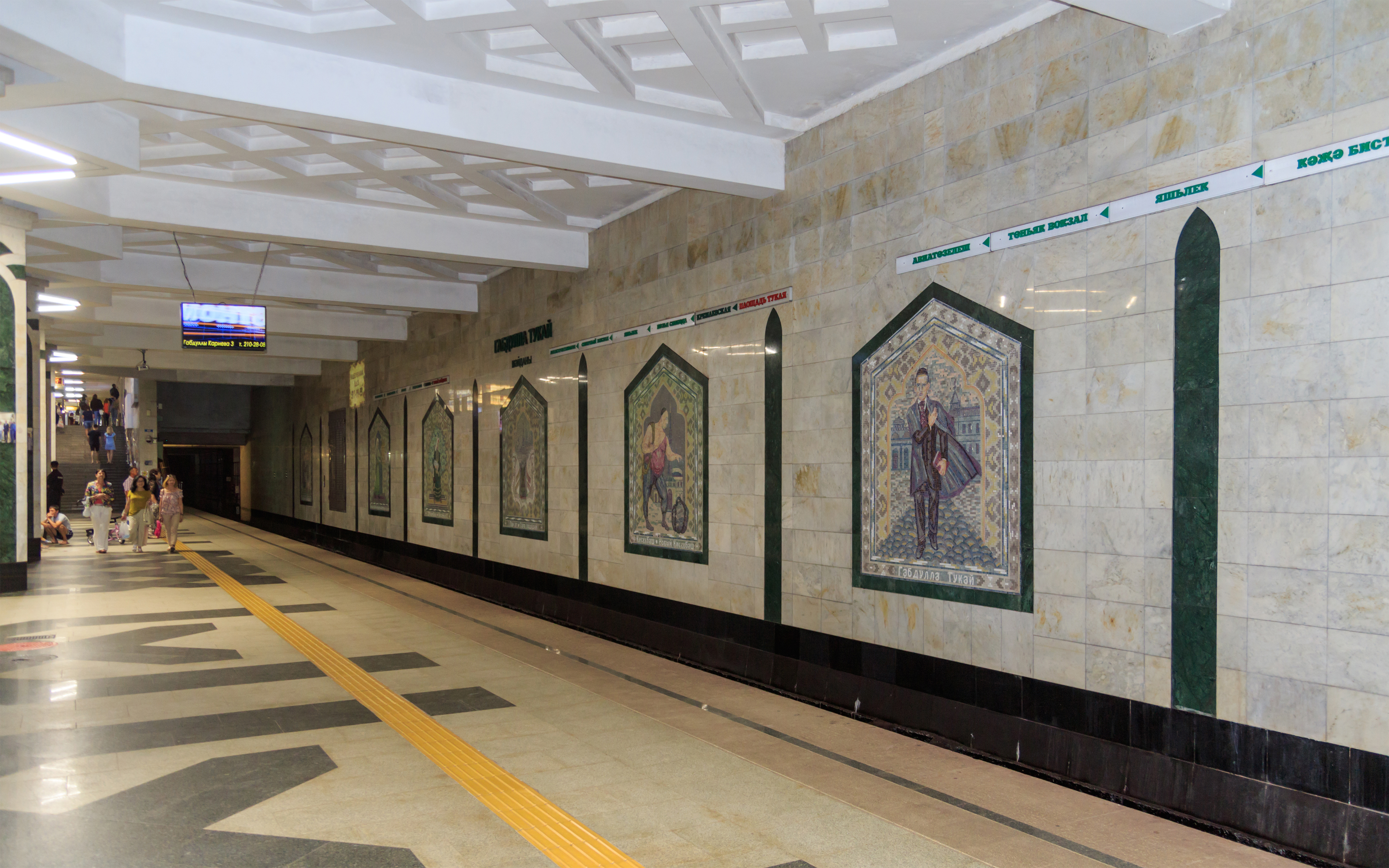
Stanice Ploščaď Tukaja
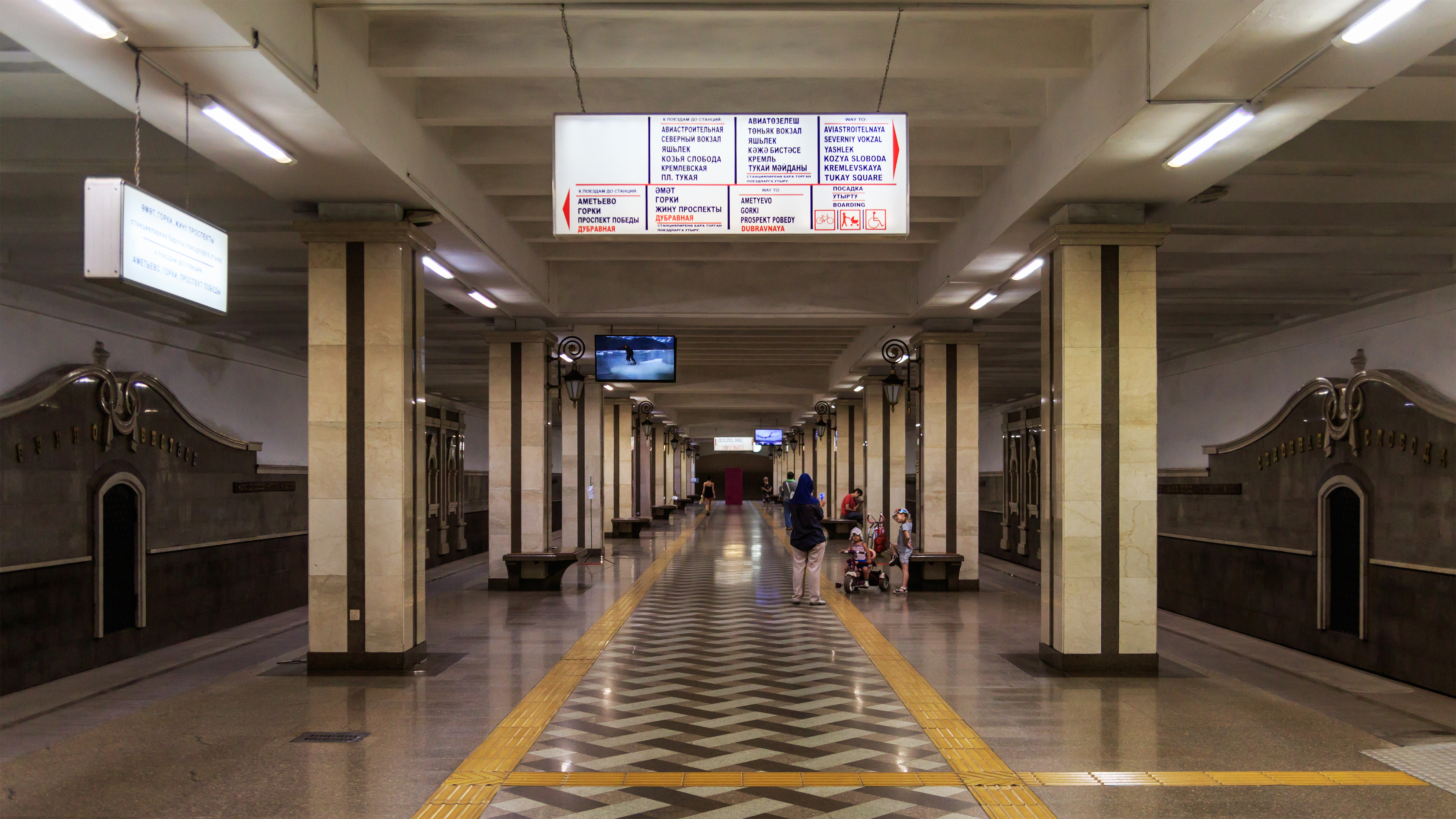
Stanice Sukonnaja Sloboda
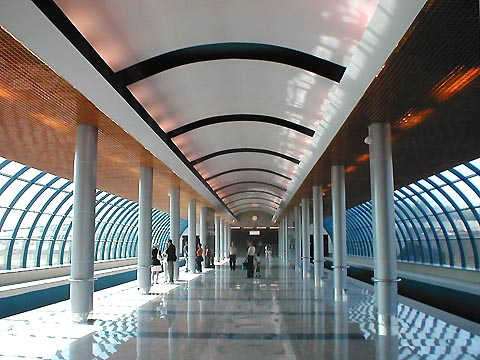
Stanice Ametěvo
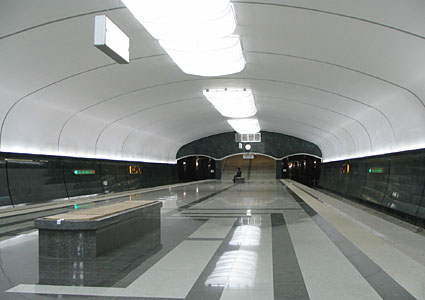
Stanice Gorki

## Současný vývoj
V květnu 2013 byly zprovozněny stanice Aviastroitělnaja, Severnyj Vokzal a Jašlek. Stanice Dubravnaja býla otevřena v srpnu 2018. V dlouhodobém horizontu je plánována výstavba dalších stanic na severu sítě, jedná se o stanice Orgsintez, Belomorskaja, Chimičeskaja a Bobylskaja.